# Alexandr Vostokov
Aleksandr Jristofórovich Vostókov (nacido Alexander Woldemar Osteneck; en ruso: Алекса́ндр Христофо́рович Восто́ков; Arensburg, 27 de marzo de 1781 - San Petersburgo, 20 de febrero de 1864) fue uno de los primeros filólogos rusos.

## Vida
Nació en el seno de una familia alemana báltica, en Arensburg, en la Gobernación de Livonia, y estudió en la Academia Imperial de las Artes de San Petersburgo. Como hijo natural del barón de Osten-Sacken, recibió el nombre de Osteneck, que más tarde eligió traducir al ruso como Vostókov (Ost, es la palabra alemana para «este» y se traduce como vostok en ruso). Le gustaba experimentar con el lenguaje y en uno de sus poemas introdujo el nombre femenino Svetlana, que ganaría popularidad a través de la balada epónima de Vasili Zhukovski.
Durante su vida Vostókov fue más conocido como poeta y traductor, pero son sus innovadores estudios de versificación y gramáticas comparativas eslavas los que resultaron más influyentes. En 1815, se unió al personal de la Biblioteca Pública Imperial, donde descubrió el libro fechado más antiguo escrito en lengua vernácula eslava, el llamado Evangeliario de Ostromir. En 1841, Vostókov fue elegido miembro de la Academia de Ciencias de Rusia.

## Obra
Las obras de Vostókov sobre la lengua eslava eclesiástica se consideraron una de las cumbres de los estudios eslavos hasta la aparición del léxico de Izmail Sreznevski en 1893-1903 y le valieron el doctorado honoris causa de la Universidad Carolina y la Universidad de Tubinga.
Vostókov también sentó las bases de la toponimia rusa moderna. En 1812, publicó un artículo con el título «Un ejemplo para los aficionados a la etimología» [en ruso: Задача любителям этимологии], donde argumentó que los nombres geográficos (topónimos) tienen elementos repetidos a los que llamó formantes y que ayudan a restaurar la etimología del nombre. Por ejemplo, las terminaciones -va, -ga y -ma al final de nombres como Sylva, Onega y Kama, pueden significar «agua» en los idiomas de los que se originan estos nombres. Si bien este artículo no recibió suficiente atención durante la vida de Vostókov, posteriormente recibió reconocimiento, y Vostókov es citado como uno de los fundadores de la toponimia en Rusia.